# Clément Ader

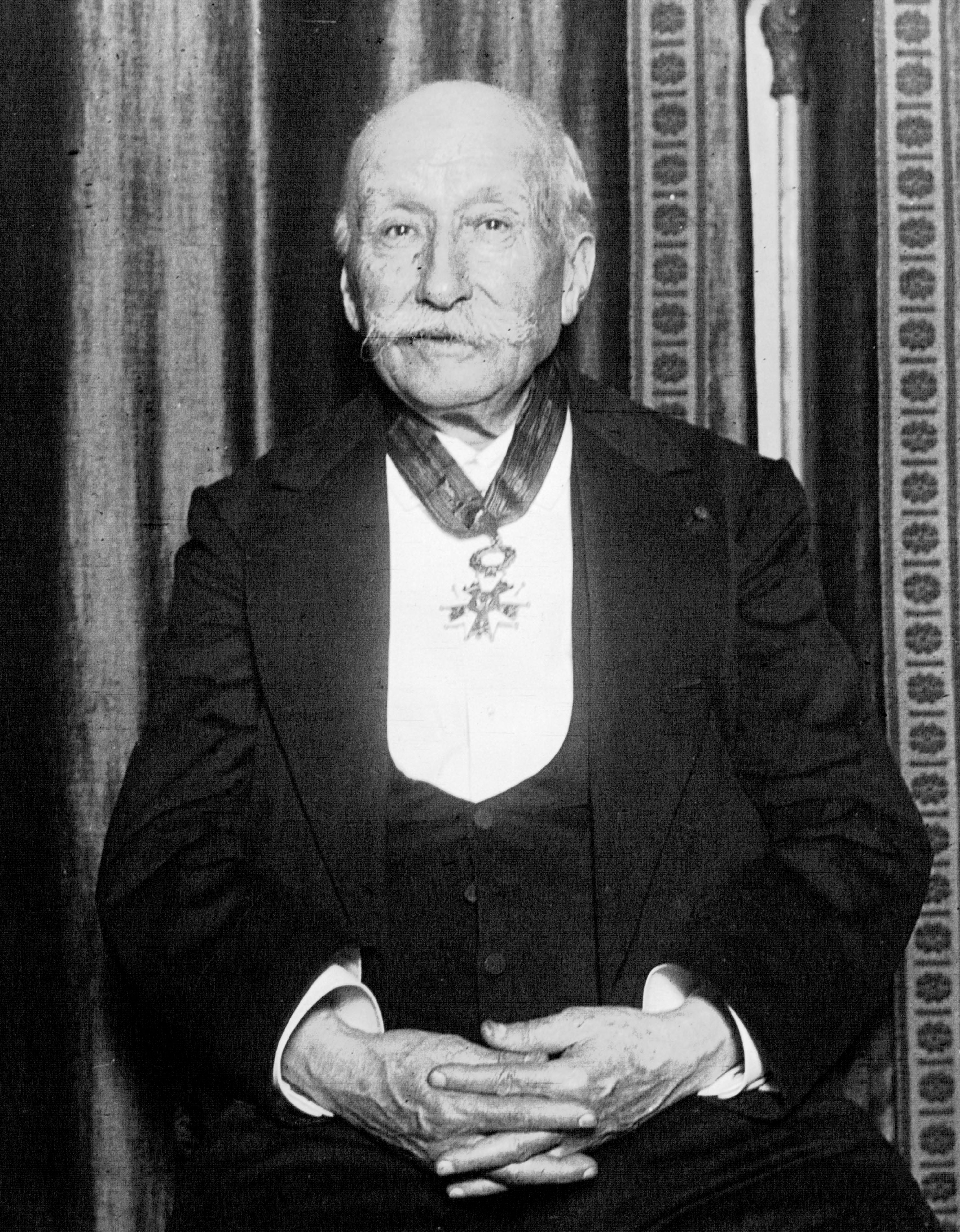
Clément Ader 1922

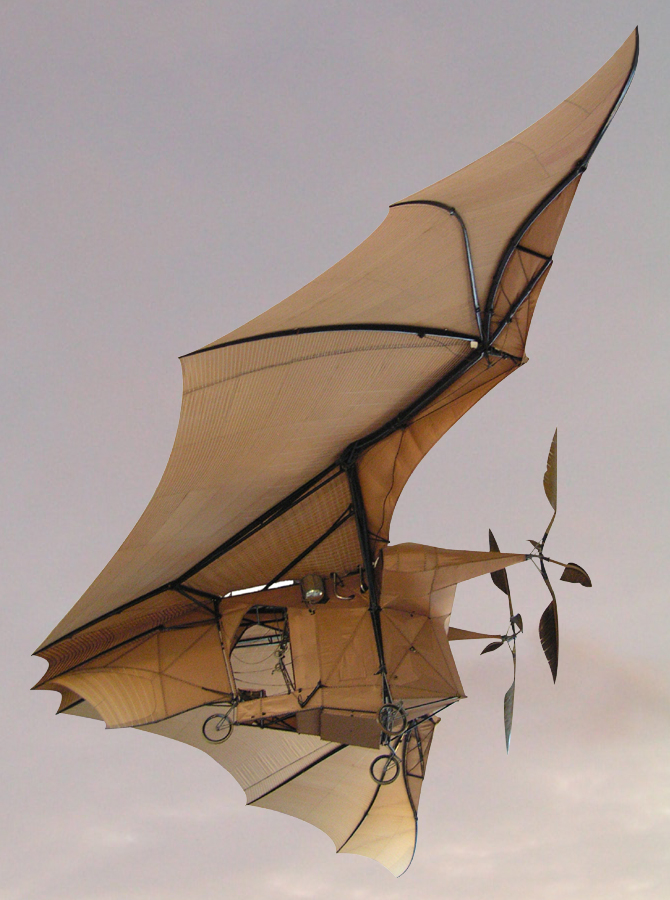
Éole III

Clément Agnès Ader (* 2. April 1841 in Muret bei Toulouse, Frankreich; † 3. Mai 1925 ebenda) war ein französischer Luftfahrtpionier und Erfinder.

## Leben
Ader war der Sohn von François Ader und dessen zweiter Ehefrau Antoinette Forthané. Ader hat mit seiner Éole den ersten (ungesteuerten) motorisierten Flug in der Geschichte ausgeführt, der allerdings mit einem Absturz endete. Außerdem verbesserte er die Fernsprechtechnik durch den Aderschen Fernsprecher und durch eine Weiterentwicklung des Kohlemikrofons. 1880 installierte Ader in Paris die erste Telefonlinie, ein Jahr später stellte er mit dem Théâtrophone ein auf dem Aderschen Telefon basierendes System zur stereofonen Übertragung von Musikaufführungen vor.
Im Deutsch-Französischen Krieg baute Ader während der Belagerung von Paris 1870/71 auf eigene Kosten einen der damals zum Durchbrechen der Belagerung verwendeten Ballons.
Ader führte das Wort Avion (dt. „Flugzeug“) in die französische Sprache ein. Während es manchmal für ein Akronym gehalten wird, das für Appareil Volant Imitant les Oiseaux Naturels (dt. „Flugapparat, der natürliche Vögel nachahmt“) steht, handelt es sich wahrscheinlich um ein Kunstwort, das Ader frei aus dem lateinischen Wort avis (dt. „Vogel“) abgeleitet hat. Bei der Konstruktion der Éole hatte Ader allerdings den Aufbau der Flügel von Fledermäusen zum Vorbild genommen und bis ins Detail kopiert. Die Flügel seiner Konstruktionen ließen sich am Boden auf genau die gleiche Weise wie Fledermausflügel zusammenfalten.
Bei der Éole handelte es sich um einen freitragenden Nurflügel-Eindecker, der von einer auf eine vierblättrige Luftschraube wirkenden 4-Zylinder-Dampfmaschine von 20 PS Leistung angetrieben und durch Verwindung der Flügel und einer seitenruderartig nach hinten gezogenen, stoffbespannten Rumpfsektion gesteuert werden sollte. Die Éole hob am 9. Oktober 1890 zu ihrem einzigen Flug über ungefähr 50 Meter ab.

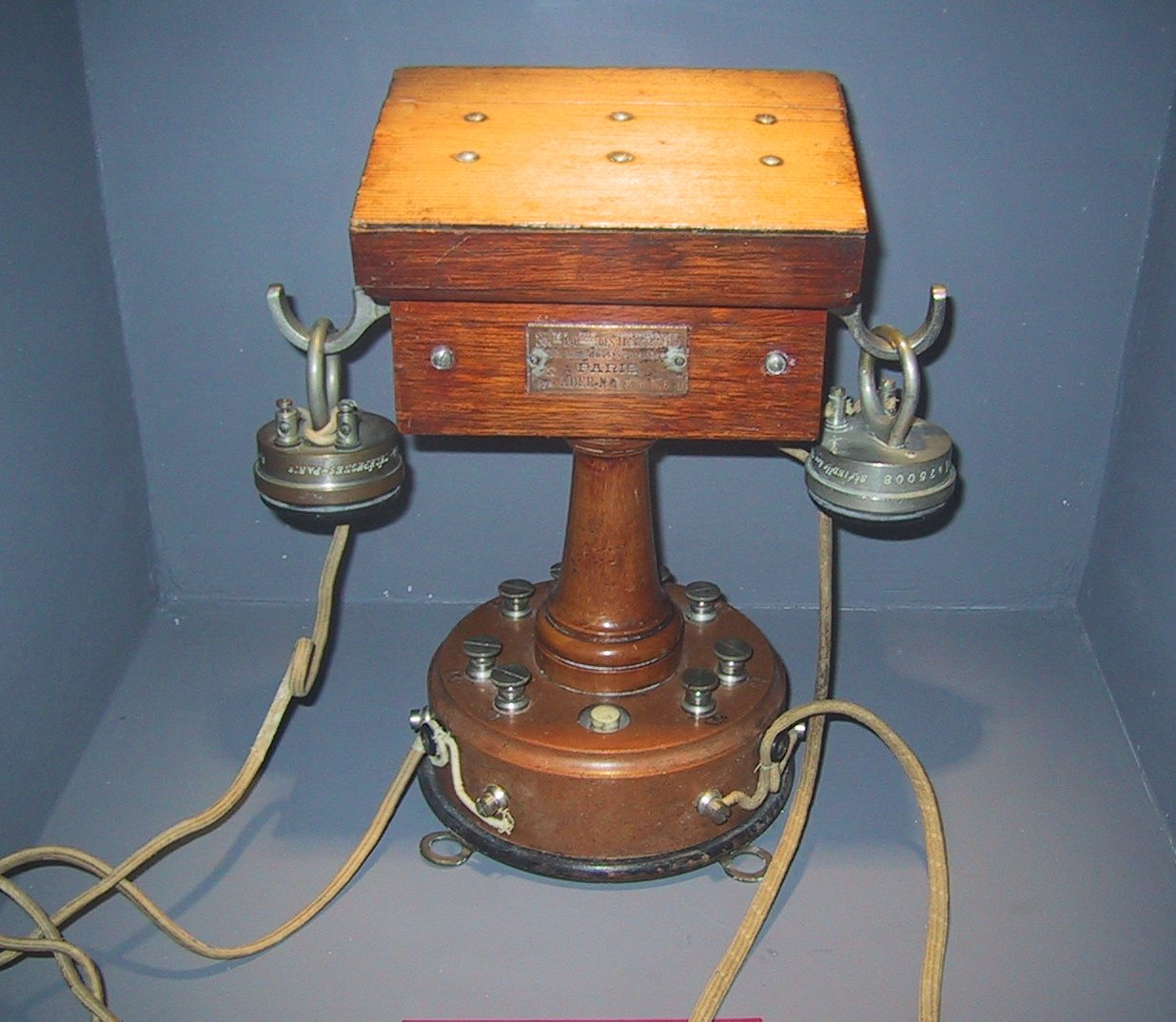
Von Ader gebautes Telefon

Ader wurde zunächst von der französischen Regierung unterstützt. Aufgrund eines Absturzes bei der Vorführung seiner Éole III, die nach Aussagen des begutachtenden Offiziers nur 300 Meter weit und 20 Zentimeter hoch flog, und dessen Meinung, dass die Entwicklungen Aders in einer technischen Sackgasse enden würden, wurde die Unterstützung zurückgezogen. Aders Éole III wurde ca. 1900 in Paris öffentlich ausgestellt. Ader veröffentlichte 1910 eine Beschreibung seiner Versuche.
Im Alter von 84 Jahren starb Clément Ader am 3. Mai 1925 in Toulouse. Das Gelände des Airbus-Flugzeugwerkes in Toulouse Saint-Martin wurde in Erinnerung an Ader „Clément-Ader-Werk“ („L’usine Clément Ader“) und die Haupthalle für den Zusammenbau der Flugzeuge „Clément-Ader-Halle“ benannt. Auch der Mount Ader, ein Berg im Norden der Antarktischen Halbinsel, trägt seinen Namen.

## Werke
- L’aviation militaire.  Service Histoire de l’armee de l’Air, Vincennes 1990, ISBN 2-904521-11-9 (Reprint der Ausgabe von Paris, 1911).